# Östra Tjurklobben
Östra Tjurklobben är en ö i Finland. Den ligger i Skärgårdshavet och i kommunen Pargas i den ekonomiska regionen  Åboland i landskapet Egentliga Finland, i den sydvästra delen av landet. Ön ligger omkring 63 kilometer sydväst om Åbo och omkring 190 kilometer väster om Helsingfors.
Öns area är 3,6 hektar och dess största längd är 250 meter i öst-västlig riktning. Ön höjer sig omkring 20 meter över havsytan.

## Klimat
Inlandsklimat råder i trakten. Årsmedeltemperaturen i trakten är 5 °C. Den varmaste månaden är augusti, då medeltemperaturen är 17 °C, och den kallaste är februari, med −4 °C.